# Un coup de pistolet
Pour plus de détails, voir Fiche technique et Distribution.
Un coup de pistolet (titre original : italien : Un colpo di pistola) est un film italien sorti en 1942, réalisé par Renato Castellani et s'inspirant de la nouvelle d'Alexandre Pouchkine, Le Coup de pistolet, publiée en 1831. 

## Synopsis
Officier de l'armée impériale, le comte Anickoff devient le meilleur ami de Serge Drutzky et s'éprend de la belle Mascia. La jeune fille semble partager ses sentiments. Toutefois, Anickoff soupçonne quelque intime relation entre elle et Serge. Il défie son ami en duel. Or, Serge ôte la balle de son arme avant de tirer. Anickoff doit donc retarder sa vengeance. Il quitte la Russie, pour y revenir quatre ans plus tard. Il apprend que Mascia l'aime encore, bien que, par pur désespoir, elle se soit fiancée à Serge. Anickoff provoque à nouveau Serge... Grâce à un flashback, le film expose le récit de cette rivalité amoureuse confié par le comte André Anickoff à l'écrivain Gérard de Valmont. 

## Fiche technique
- Titre du film : Un coup de pistolet
- Titre original : Un colpo di pistola
- Réalisation : Renato Castellani
- Scénario : Mario Bonfanti, Corrado Pavolini, Mario Soldati, Alberto Moravia (non crédité) et R. Castellani d'après l'œuvre d'Alexandre Pouchkine
- Photographie : Massimo Terzano (it) - Noir et blanc, 1,37 : 1
- Montage : Mario Serandrei
- Musique : Vincenzo Tommasini
- Décors : Nicolas Benois (conseiller russe), Gastone Medin
- Direction artistique : Gino Brosio
- Costumes : Maria De Matteis
- Production : Lux Film
- Pays de production :  Royaume d'Italie
- Langue : italien
- Métrage : 2 688 mètres
- Format : Noir et blanc — 35 mm — 1,37:1 — Son : Mono
- Genre : Film dramatique
- Durée : 90 minutes
- Dates de sortie :
  - Royaume d'Italie : 31 août 1942
  - France : 7 juin 1947

## Distribution
- Assia Noris : Mascia
- Fosco Giachetti : le comte André Anickoff
- Antonio Centa : Serge Drutzky
- Rubi Dalma : La comtesse Giulia
- Renato Cialente : Gérard de Valmont
- Mimi Dugini : sa fille
- Romolo Costa

## À noter
- Avec Piccolo mondo antico (1941) et Malombra (1942), tous deux réalisés par le romancier et cinéaste Mario Soldati, Un colpo di pistola (1942) est, en France, le film le plus connu d'un courant italien dit calligraphique. « Ce courant esthétisant exprime, on le sait, de la part des cinéastes qui s'y rattachent un refus à la fois secret et évident de la réalité sociale ambiante », dit Jacques Lourcelles, au cours d'une rétrospective sur le cinéma italien organisée à Ancône.
- Ainsi, l'adaptation d'œuvres littéraires issues des siècles précédents, devint pour ceux-ci « un refuge ainsi qu'une manière somme toute créatrice de marquer leur éloignement vis-à-vis d'une société qu'il leur était impossible de critiquer ouvertement. »[1] De fait, « la cohérence esthétique de ces films est admirable. Elle est délibérément située sous le signe de la mort. »[2]
- Raymond Borde et André Bouissy introduisent, cependant, un point de vue sensiblement divergent. « [...] On ne peut parler ici, comme le fait Antonio Pietrangeli, du "désir peut-être confus de peindre une Italie vivante et non conventionnelle". L'argument de la défense - la Calligraphie, alibi de créateurs qui refusaient l'engagement fasciste - ne saurait transformer les calligraphes en opposants », affirment-ils[3].
- S'agissant d' Un colpo di pistola, ce qui intéresse, au-delà de l'intrigue elle-même et d'une transposition filmique somme toute « élégante et concise »[4], c'est plutôt l'étude de caractère.
- « La timidité, trait dominant du personnage central (incarné par Fosco Giachetti), s'y trouve décrite comme un vice, un ferment de mort : en quoi elle se prête au traitement calligraphique. À cause d'elle, le héros se sent coupé du monde et en particulier de l'objet de son amour. [...] Mélancolie, tristesse, langueur constituent le cercle enchanté qu'il doit rompre et l'interprétation admirable de F. Giachetti sait rendre concret ce combat. Le happy end dit qu'il est victorieux, mais personne n'est convaincu. Aux tonalités sombres des films de Soldati, Renato Castellani oppose ses blancs étales, désertiques, qui donnent le vertige car ils ne peuvent rien délimiter. »[2]